# 皮膚炎
皮膚炎（Dermatitis）是一群導致皮膚發炎的疾病。這些疾病的特點是瘙癢，皮膚紅和皮疹。如果病程初期，可能會有小水泡，若是長期的皮膚炎，皮膚可能會變厚。影響的皮膚區域可以從局部到整個身體。
皮膚炎是一群皮膚病，包括異位性皮膚炎、接觸性皮膚炎（過敏性接觸性皮膚炎、刺激性接觸性皮膚炎）和鬱滯性皮膚炎。皮膚炎的確切原因往往不清楚，通常包含外來的刺激、過敏和不良靜脈回流。皮膚炎的類型一般取決於患者的病史和皮疹的位置，例如，刺激性皮膚炎常常發生於潮濕的雙手，過敏性接觸性皮膚炎可能會在暴露於過敏的物質後發生。
異位性皮炎的治療通常是使用潤膚膏和類固醇藥膏， 一般情況下，類固醇藥膏應具有中至高強度，且每次使用時間不超過兩週，因為可能會出現副作用。如果有皮膚感染症狀，可能需要使用抗生素，接觸性皮炎的治療方式通常是避免過敏原或刺激。抗組織胺可以幫助睡眠，同時能減少夜間搔抓的情況。
據估計，2015年全球有2.45億人患有皮膚炎，異位性皮膚炎是最常見的類型，且通常在兒童時期開始。 在美國它影響了大約10-30％的人。接觸性皮膚炎在女性的發生率是男性的兩倍。有7%的人在一生中的某個時間點，曾患有過敏性接觸性皮膚炎。刺激性接觸性皮膚炎在某些從事特定工作的人常見，但確切的比率不清楚。

## 詞義
皮膚炎可分為不同種類，其中共同之處是對某種過敏原出現過敏反應。皮膚炎一詞也可指濕疹。 
在一些語言中，“皮膚炎”跟“濕疹”是同義詞，而在另外一些語言中，“皮膚炎”指的是急性的，“濕疹”指的是慢性的。這兩種症狀通常分類在一起。

## 種類
不同種類的皮膚炎以病因來界別。
接觸性皮膚病由過敏源和刺激物引起。由刺激物引起的接觸性皮膚病佔全部接觸性皮膚病病例的80％ 
非類性皮膚炎十分普遍，並愈來愈常見。男女發病率一樣，佔皮膚專家診症的 10％－20％。 住在乾燥都市的人較容易患上此類皮膚炎。
皰疹樣皮炎（Dermatitis herpetiformis）由乳糜瀉這種腸胃系統引起。
脂溢性皮炎在嬰孩或30－70歲的成年人中較常見，患者主要是男性。在愛滋病的患者中，有85％的愛滋病患者有這種皮膚炎。
上肢結締組織交界惡性腫瘤（Nummular dermatitis）是較為罕見的皮膚炎，成因未明，較常出現於中年人士。
淤積性皮炎（Stasis dermatitis）指的是腿部下端發炎，是由血液或體液積聚而成的，於糖尿病患者中較流行。
口周皮炎（Perioral dermatitis）和酒渣鼻（rosacea）相似，於20－60歲中的女士常見。

## 病癥
全身上下會癢起水泡滲出透明液體。

## 病因
一些健康狀況、過敏、遺傳因素和刺激可引致皮膚炎。不同的皮膚炎以其刺激因素而分辨。
洗衣肥皂、清潔用品、清潔劑或肥皂液可引致接觸性皮膚病。這類皮膚病可由過敏源引致，過敏源包括橡膠、金屬（鎳）、首飾、化妝品、香水、植物（例如毒常春藤）、木糠及抗生素膏藥中的常見成份新黴素。當一個人對某種過敏源有過敏反應時，通常都會畢生都有過敏反應。

## 治療
目前尚不清楚中药能否治疗皮肤炎抑或有害。

## 外部連結
- Skin Exposures and Effects （页面存档备份，存于） National Institute for Occupational Safety and Health
- NIH/Medline （页面存档备份，存于）
- CRISP Thesaurus 00017035